# Gehörnte Kreuzspinne
Die Gehörnte Kreuzspinne (Araneus angulatus) ist eine Art der Gattung der Kreuzspinnen.

## Merkmale
Die Männchen werden bis zu 10 mm lang, die Weibchen erreichen eine Körperlänge von 15 bis 18 mm. Die braungrau gefärbte Art hat auf der Oberseite des Hinterleibs zwei Höcker. Zwischen diesen Höckern befindet sich meist ein mehr oder weniger deutlicher heller Fleck. Die Oberseite des Opisthosoma ist mit einer Blattzeichnung bedeckt. Die stark bestachelten Beine sind grau und braun geringelt. Das Sternum weist einen hellen Streifen auf.

## Ähnliche Arten
Araneus circe ist nur durch Geschlechtsmerkmale von der Gehörnten Kreuzspinne zu unterscheiden, kommt jedoch hauptsächlich in Südeuropa vor. Araneus nordmanni ist sehr viel seltener, kleiner, und sie weist keinen hellen Streifen auf dem Sternum auf.

## Vorkommen und Lebensweise
Die Art bevorzugt lichte Wälder, ihr Netz ist besonders häufig in Kiefernwäldern zu finden. Die Spinne hält sich meist nicht im Netz auf, sondern in einem Schlupfwinkel. Von diesem aus steht sie über einen Signalfaden mit dem Netz in Verbindung. Durch einen außergewöhnlich langen Brückenfaden ist ihr Netz nicht mit dem Netz anderer Kreuzspinnen zu verwechseln.

## Verbreitung und Gefährdung
Die gehörnte Kreuzspinne kommt in der gesamten Paläarktis vor. Sie wird in Deutschland nur selten gefunden. Die Art ist in der Kategorie G („Gefährdung unbekannten Ausmaßes“) der Roten Liste eingestuft.

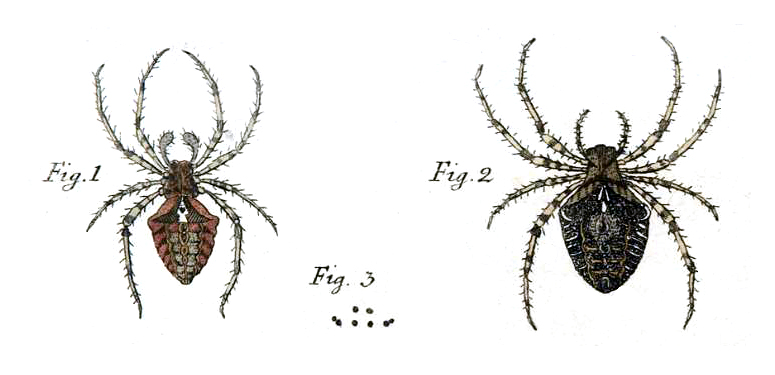
Original-Abbildung von Männchen und Weibchen von Araneus angulatus auf Tafel 1 in Clercks 1757 erschienenen Werk Svenska Spindlar

## Bedeutung in der Nomenklatur
Araneus angulatus ist die erste Tierart, die einen wissenschaftlichen Namen in der Linnéschen Binominalnomenklatur bekommen hat, und ist damit die allererste gültig beschriebene Tierart in der modernen Wissenschaft.